# Ordnach
Die Ordnach ist der größte Nebenfluss der Gutach (Oberlauf der Wutach) im Hochschwarzwald. Das in einer Höhenlage zwischen 800 und 1200 Metern gelegene, nach Südosten entwässernde Talsystem der Ordnach besteht aus zwei parallelen Haupttälern. Es ist geprägt von einem sanften Gebirgsrelief mit Wiesentälern und Nadelwald und ist vor allem für seine verstreut liegenden alten Schwarzwaldhöfe bekannt.

## Geschichtliche Entwicklung des Namens von Bach und Talschaft
Erstmals erwähnt wird das Ordnachtal im Jahr 1111 im Rotulus Sanpetrinus als Vallis Nordera. Das südliche Gegenstück zu diesem Nordbach (alemannisch Orne) ist der aus Südwesten vom Titisee herkommende und an der Mündung von Natur aus etwa gleich große Bachlauf Seebach-Gutach.
Ebenfalls im frühen 12. Jahrhundert wurde das rechte der beiden Haupttäler, das heutige Jostal, als welchen ordera (Welschenordnach) urkundlich erwähnt. Der Name wird als Hinweis gedeutet, wonach hier eines der Rückzugsgebiete der keltoromanischen Bevölkerung nach der alemannischen Landnahme im 5. und 6. Jahrhundert lag. Das linke Haupttal mit dem Ort Langenordnach hat seinen Namen dagegen bis heute behalten. Der Name Welschenordnach war im 14. und 15. Jahrhundert noch in Gebrauch, ebenso für die dortige Glashütte. Das änderte sich ab dem Jahr 1600, als in dem Tal eine neue Kapelle dem heiligen Jodokus geweiht wurde, dem Patron für Reisende und das Vieh, im Volksmund Joos genannt. Der Name ging auf den nahen Josenhof und schließlich das ganze Josenthal über. Aus der Welschen Ordnach wurde so der Josbach. Im Alemannischen ist der Name Welsche Orne noch erhalten.
Der Name des vereinigten Bachlaufs Ordnach ist in der derzeit (2024) aktuellsten Topographischen Karte 1:50.000 auch im Langenordnachtal verzeichnet, umgekehrt weisen Karten anderen Maßstabs auch den vereinigten Bachlauf bis zur Vereinigung mit der Gutach als Langenordnach aus. In der Gewässernetzinformation der LUBW ist der Unterlauf als Josbach ausgewiesen, was dessen größerer Wasserführung gerecht würde.

## Verlauf und Charakteristik

### Linker QuellbachLangenordnach

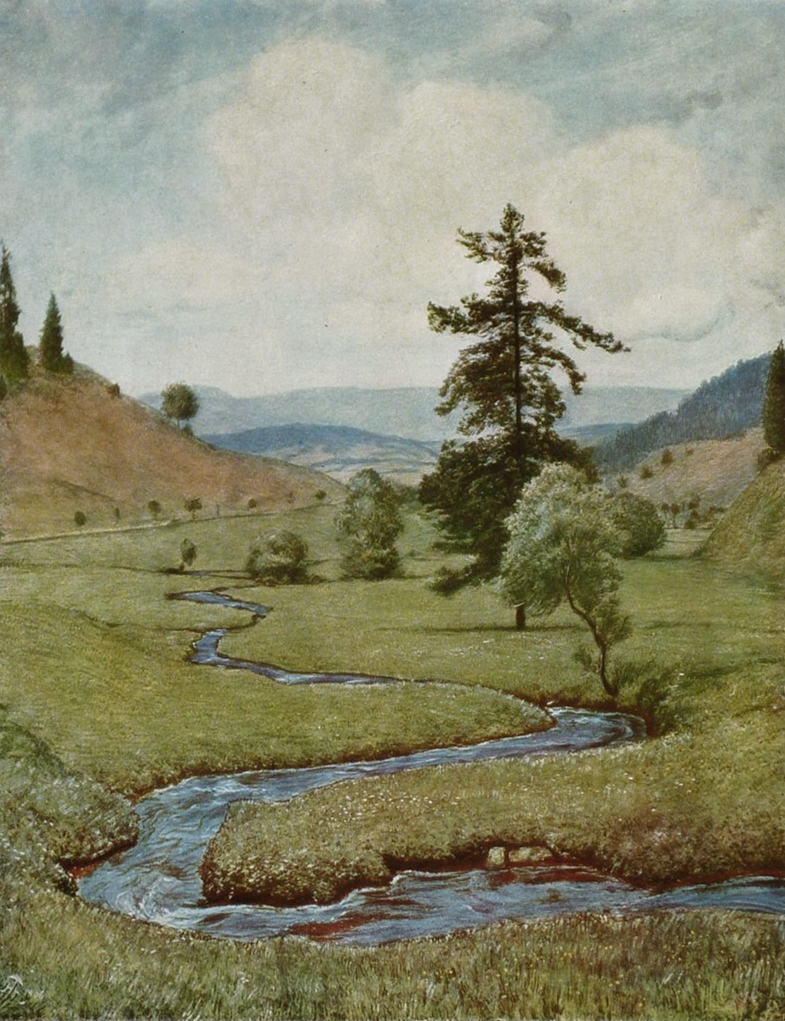
Blick aus dem Langenordnachtal zum Tal der Gutach, Ölbild von Hans Thoma (1906)

Die Langenordnach entsteht im kleinen Talkessel des Dorfes Waldau aus einem an der B 500 (Südliche Schwarzwaldhochstraße) beim Hof Ruheckle auf 1030 Metern Höhe entspringenden Ast und einem größeren, der im Norden des Bossenbühls auf etwa 1080 Metern Höhe entspringt. Mit mäßigem Gefälle folgt die Langenordnach zunächst der hier südöstlich abfallenden Ostabdachung des Schwarzwalds, bis sie allmählich auf die südwestliche Richtung des größten Nebenbaches, des Schwärzenbachs, einschwenkt. Ab dessen Mündung in Unterlangenordnach schneidet sich der Bach in Schotterterrassen ein. Dort trifft er bei der 835 Meter hoch gelegenen Schottenmühle auf den rechten Quellast der Ordnach, den Josbach.

### Rechter QuellbachJosbach
Der Josbach entspringt ebenfalls an der B 500, jedoch 1,3 Kilometer weiter südwestlich am Südosthang des Moosbergs auf 1010 Metern Höhe. Am Josenhof, an der Einmündung des deutlich längeren Bruckbachs auf 885 Metern Höhe, weitet sich der Talgrund. Der Bach fließt fortan gestreckt südwestwärts und nimmt von rechts drei weitere, von der Weißtannenhöhe herabkommende Nebenbäche auf. Auch der Josbach bildet zuletzt ein kleines Kerbsohlental in den Schotterflächen der Talsohle.

### Bachlauf unterhalb der Vereinigung
Die beiden großen Quellbäche sind nahezu gleich groß, wie die nachfolgende Tabelle aus Gewässerdaten der LUBW (Regionalisierung der Abflusskennwerte) zeigt.
| Name          | Wasserführung | Einzugsgebiet | Längster Fließweg | Quellhöhe |
| ------------- | ------------- | ------------- | ----------------- | --------- |
| Langenordnach | 0,67 m³/s     | 21,9 km²      | 09,8 km           | 1030 m    |
| Josbach       | 0,78 m³/s     | 24,9 km²      | 10,6 km           | 1010 m    |

Unterhalb der Vereinigung der großen Quellbäche verbleibt der Ordnach (oder auch Langenordnach) eine Fließstrecke von gut 1,3 Kilometern, bevor sie im Neustadter Ortsteil Hölzlebruck in die Gutach mündet. Dabei passiert sie den Pegel Hölzlebruck, wenig unterhalb eine Kläranlage und schließlich städtische Bebauung. Bei der Mündung in die Gutach erscheint die Ordnach heute als der voluminösere Fluss, was am Wasserentzug durch das Schluchseewerk im Oberlauf der Gutach, dem Seebach, liegt:
| Name    | Wasserführung natürl. | Wasserführung heute | Einzugsgebiet | Längster Fließweg |
| ------- | --------------------- | ------------------- | ------------- | ----------------- |
| Ordnach | 1,46 m³/s             | 1,46 m³/s           | 47,6 km²      | 11,9 km           |
| Gutach  | 1,51 m³/s             | 1,00 m³/s           | 51,1 km²      | 18,9 km           |

## Landschaftsgeschichtliche Aspekte
Unterhalb der Einmündung der Ordnach nimmt die Gutach die Fließrichtung des Josbachs auf. Der Grund ist, dass noch am Beginn des gegenwärtigen Eiszeitalters im engeren Sinne, an der Wende vom Pliozän zum Pleistozän vor etwa 2,6 Millionen Jahren, der Oberlauf der Wutach noch vom Kandel über das Jostal verlief, was durch Schotter nördlich der Wutachschlucht belegt ist.
Fast am Ende der jüngsten der pleistozänen Kaltzeiten, der Würm-Kaltzeit, spielte das Ordnachtal nochmals eine wichtige Rolle für das Wutachtal: Der sich aus Richtung Titisee heranschiebende Feldberggletscher drang talaufwärts ins Ordnachtal und bildete dort einen Eisstausee, der meistens über ein heute wasserloses Kerbtal zwischen Schottenbühl und Fehrenfelsen nordwestlich von Neustadt zur Gutach abfloss, wiederholt aber katastrophal unter dem Eis ausbrach und mit diesen Fluten die Wutachablenkung vor knapp 20.000 Jahren beschleunigte und später das außergewöhnlich schnelle Einschneiden der Wutachschlucht forcierte. Auf diesen See gehen die Schotter im unteren Langenordnach- und Jostal zurück. Sie sind durchsetzt mit Moränen des Feldberggletschers, dessen Maximalstand als Joostal-stand bezeichnet wird.
Das übrige Einzugsgebiet der Ordnach war in der letzten Kaltzeit gering vergletschert. Nur wenige karartige schroffe Talschlüsse heben sich deutlich von den ansonsten sanfthügeligen Reliefformen ab.